# Джамейн Ортіс
Джамейн Ортіс (нар. 28 квітня 1996) — американський боксер-професіонал. У 2024 році він боровся за титул WBO у першій напівсередній вазі.